# Жевлачевка
Жевлаче́вка (бел. Жаўлачо́ўка) — деревня в составе Ленинского сельсовета Горецкого района Могилёвской области Республики Беларусь.

## Население
- 1999 год — 47 человек
- 2010 год — 11 человек